# Musica di Stranger Things
Le colonne sonore originali di Stranger Things sono composte da Kyle Dixon e Michael Stein della band elettronica Survive. Esse fanno ampio uso di sintetizzatori in omaggio agli artisti e compositori delle colonne sonore dei film degli anni '80 tra cui Jean-Michel Jarre, Tangerine Dream, Vangelis, Goblin, John Carpenter, Giorgio Moroder e Fabio Frizzi.

## Background
I fratelli Duffer fecero la conoscenza con la musica di Dixon e Stein mentre guardavano il film thriller del 2014  The Guest, che presentava musica prodotta ed eseguita dalla loro band Survive. Durante la creazione di un finto trailer che è stato successivamente utilizzato per vendere lo spettacolo a Netflix, i Duffer hanno deciso di utilizzare la canzone "Dirge" dei Survive come colonna sonora del trailer. Una volta che lo spettacolo ha ottenuto semaforo verde, i Duffer hanno contattato i Survive nel luglio 2015 per chiedere se il gruppo fosse ancora insieme e disponibile a segnare potenzialmente la stagione; a loro volta, Dixon e Stein hanno fornito al team di produzione dozzine di brani inediti del passato della loro band, il che li ha aiutati nella loro offerta per il lavoro. I Duffer sono rimasti estasiati dopo aver ascoltato il materiale fornito e hanno implorato il duo di lasciare il lavoro quotidiano per produrre musica per lo spettacolo a tempo pieno. Hanno obbligato, ed una volta a bordo della produzione, i due hanno lavorato con i produttori per selezionare parte della loro musica più vecchia da rielaborare per lo spettacolo, sviluppando contemporaneamente nuova musica che doveva servire principalmente come motivi di carattere.. I brani prodotti dal duo furono inviati durante le riprese a The Duffers, che in seguito etichettarono le demo come "schizzi" a causa delle strane scelte di titoli di Dixon e Stein ("Jupiter 8 Spirit Winds", "Soakers Forum 3" e "Lighting Candles and Eggy Pizza" sono tra i più singolari del gruppo). Uno "sketch" originariamente intitolato "Prophecy" è stato successivamente sviluppato nel tema ormai iconico dello spettacolo. In tutto, poco meno di 14 ore di musica è stato prodotto per lo spettacolo nel corso di un anno. Dixon e Stein erano stati assunti prima del processo di casting, quindi le loro demo dei motivi erano usate e giocate sui nastri delle audizioni degli attori, aiutando nella selezione del casting.

## Tema
Il tema della serie si basa su un pezzo inutilizzato che Stein ha composto molto prima e che è finito in una biblioteca di lavori disponibile per potenziali licenze commerciali. Il duo ha condiviso una versione "libera" del potenziale demo con lo staff di produzione, il quale ha pensato che con qualche rielaborazione sarebbe stato positivo per i titoli di testa. Dixon e Stein hanno continuato a riorganizzare la demo e, su suggerimento dello staff, hanno reso "più grande, più audace e un po 'di costruzione un climax", un obiettivo che alla fine è stato raggiunto con l'inclusione di Prophet V, Roland SH-2 e Mellotron, abbinati all'uso di vari filtri. Hanno anche prodotto versioni aggiuntive che variavano in lunghezza, in modo da facilitare l'integrazione del tema nella sequenza di apertura provvisoria non ancora completata.
Dopo l'uscita della prima stagione della serie e il conseguente aumento di popolarità che ne seguì, anche la composizione di Dixon e Stein guadagnò rapidamente molta popolarità. Vari intrattenitori musicali come la band Blink-182 hanno usato la canzone nelle loro produzioni dal vivo, e un certo numero di musicisti dilettanti hanno pubblicato le versioni cover su YouTube. La canzone ha anche vinto il Outstanding Original Main Title Theme Music ai 69° Emmy Awards.

## Discografia
- 2016 - Kyle Dixon e Michael Stein Stranger Things, Vol. 1
- 2016 - Kyle Dixon e Michael Stein Stranger Things, Vol. 2
- 2017 - AA.VV. Stranger Things: Music from the Netflix Original Series
- 2017 - Kyle Dixon e Michael Stein Stranger Things 2
- 2018 - Kyle Dixon e Michael Stein Stranger Things: Halloween Sounds from the Upside Down
- 2019 - Kyle Dixon e Michael Stein Stranger Things 3
- 2019 - AA.VV. Stranger Things: Music from the Netflix Original Series, Season 3

## Altra musica
Oltre alla musica originale, Stranger Things offre musica d'epoca di artisti tra cui Mötley Crüe, The Police, The Clash, Joy Division, Toto, Madonna, Kate Bush, New Order, The Bangles, Foreigner, Echo and the Bunnymen, Queen, Peter Gabriel e Corey Hart, nonché brani di Tangerine Sogno, John Carpenter e Vangelis. In particolare, alcune famose canzoni popolari degli anni '70 e '80 svolgono un ruolo importante nella narrazione e/o nel marketing dello spettacolo.

### The NeverEnding Story
Da notare nella terza stagione l'uso di The NeverEnding Story, il tema dell'omonimo film del 1984, che viene usato nell'episodio finale quando Suzie rifiuta di fornire il codice critico fino a quando Dustin non le canta. I Duffer avevano voluto introdurre Suzie nella narrazione della serie in qualche modo drammatico dando a Matarazzo, che aveva già cantato a Broadway, la possibilità di sfoggiare la propria voce. Inizialmente, stavano progettando di usare la canzone "The Ent and the Entwife" da Il Signore degli Anelli, ma consapevoli che Amazon Studios stava sviluppando la sua serie de Il Signore degli Anelli, decisero di cambiare direzione. The Duffers credit writer Curtis Gwinn for using "The NeverEnding Story" come sostituto.. Matarazzo e Gabriella Pizzolo, l'attrice che interpreta Suzie e anche una cantante esperta a Broadway, erano sul set l'uno vicino all'altra quando cantavano la canzone insieme e potevano armonizzare la canzone anche senza la musica di sottofondo. Dato che i loro personaggi non dovevano essere in così tanta sincronia a causa della presenza in due luoghi diversi, la base musicale della canzone e alcune autotuning sono state usate per fondere il canto con le rispettive impostazioni e il tono della colonna sonora. Secondo il cast e i compositori Kyle Dixon e Michael Stein, la canzone divenne un earworm per molti membri del cast il giorno in cui la scena fu girata. Più tardi nell'episodio, Lucas e Max, interpretati da Caleb McLaughlin e Sadie Sink, cantano la canzone in duetto di ritorno a Dustin per deriderlo; sia McLaughlin che Sink hanno anche avuto esperienza in musical di Broadway. Come risultato della sua apparizione nella serie, The NeverEnding Story ha registrato un aumento dell'800% delle richieste di spettatori e streaming su YouTube e Spotify nei giorni successivi alla trasmissione iniziale, mettendo Limahl, l'artista della canzone, di nuovo brevemente sotto i riflettori.

### Should I Stay or Should I Go
Should I Stay or Should I Go, della band punk rock britannica The Clash, è stata scelta appositamente per essere suonata nei momenti cardine della prima stagione, come quando Will sta cercando di comunicare con Joyce dal Sottosopra. Secondo Bill Desowitz di Indiewire, il soggetto della canzone - una fine tumultuosa di una relazione - vede una nuova luce nel contesto della serie, dove "diventa un modo per calmare Will quando la canta nel Sottosopra, e un modo per ricordare a Joyce e Jonathan che è ancora vivo, sollevando anche i loro spiriti." I Duffers hanno trovato questa canzone di particolare importanza per la narrazione principale, sebbene The Clash fossero riluttanti a prestare la propria canzone per mostrare di essere percepiti come "mostri di un mondo alternativo" che potrebbero denigrare il suo significato e significato culturale originale. I fratelli hanno lasciato al supervisore musicale della serie, la vincitrice del Grammy Nora Felder, di ottenere i diritti per usare la canzone. Lei ha convinto la band a prestare la narrativa alla loro canzone dopo aver minimizzato il ruolo del mostro, spiegando che lo spettacolo riguarda più i "legami tra famiglia." Dopo l'approvazione dell'uso della canzone, Felder fece uno sforzo per "proteggere [la band]" dall'essere banalizzato, in particolare con il contesto dell'uso della canzone insieme agli avvenimenti sullo schermo. I Duffer non furono resi consapevoli della lotta per ottenere i diritti sull'uso della canzone fino a quando Felder non parlò del processo durante un evento tenuto dalla rivista Variety.

## Riconoscimenti
- Grammy Award
  - 2017 - Candidatura alla miglior colonna sonora per i media visivi per Stranger Things, Vol. 1[21]
  - 2017 - Candidatura alla miglior colonna sonora per i media visivi per Stranger Things, Vol. 2[21]
  - 2018 - Miglior compilation della colonna sonora per arti visive per Stranger Things: Music from the Netflix Original Series[22]

- Hollywood Music in Media Award
  - 2016 - Candidatura a miglior sigla - programma TV/serie in streaming digitale per Kyle Dixon e Michael Stein[23]
  - 2016 - Candidatura alla miglior colonna sonora originale – serie TV/miniserie per Kyle Dixon e Michael Stein[23]
  - 2016 - Miglior supervisione musicale – televisione a Nora Felder[23]

- Primetime Emmy Award
  - Primetime Emmy Awards - Miglior tema musicale della sigla a Kyle Dixon e Michael Stein per Stranger Things, Vol. 2[24]